# Рот под Ритбургом
Рот под Ритбургом (њем. Rhodt unter Rietburg) општина је у њемачкој савезној држави Рајна-Палатинат. Једно је од 74 општинска средишта округа Зидлихе Вајнштрасе. Према процјени из 2010. у општини је живјело 1.119 становника. Посједује регионалну шифру (AGS) 7337066.

## Географски и демографски подаци
Рот под Ритбургом се налази у савезној држави Рајна-Палатинат у округу Зидлихе Вајнштрасе. Општина се налази на надморској висини од 206 метара. Површина општине износи 10,1 km². У самом мјесту је, према процјени из 2010. године, живјело 1.119 становника. Просјечна густина становништва износи 111 становника/km².

## Фото галерија
- Рот под Ритбургом - Rhodt unter Rietburg

## Међународна сарадња
| Мјесто | Држава    | Врста сарадње | Од    |
| ------ | --------- | ------------- | ----- |
|        | Француска | партнерство   | 1977. |
| Извор  |           |               |       |